# Midot

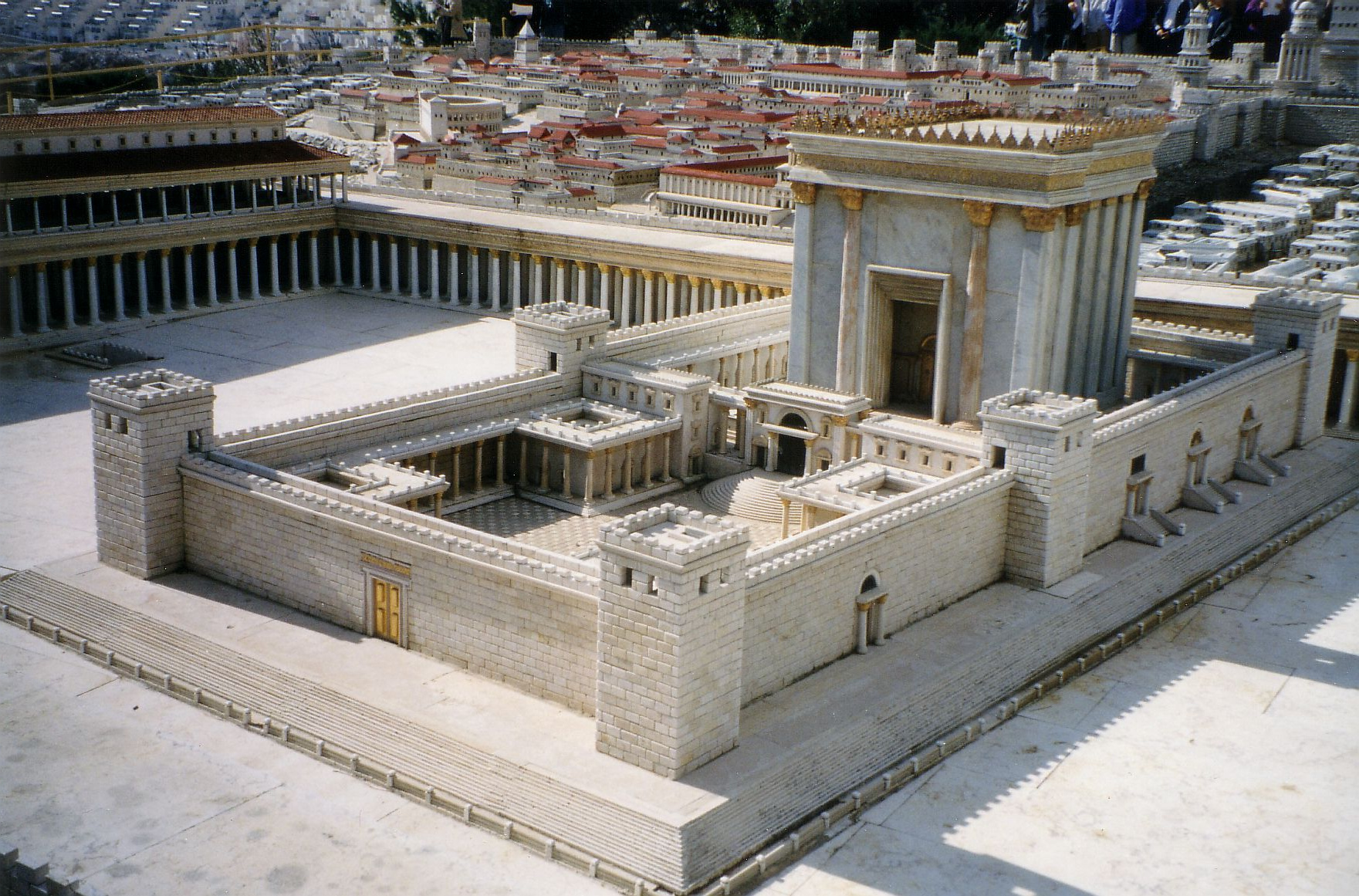
Maqueta del Segon Temple de Jerusalem.

El tractat de Midot (en hebreu: מסכת מידות) (trasliterat: Masechet Midot) és el desè tractat de l'ordre de Kodaixim, de la Mixnà, i del Talmud babilònic. El tractat està dividit en cinc capítols, no té Guemarà, ni al Talmud de Jerusalem, ni al Talmud de Babilònia. Aquest tractat descriu les dimensions i la disposició del Mont del Temple situat a la ciutat de Jerusalem, la posició dels edificis que formaven part del Segon Temple, les diverses portes, l'altar del sacrifici, i els indrets a on estaven ubicats els sacerdots cohanim, i els levites, a l'interior del Temple de Jerusalem.